# Chimikstadion (Kemerovo)
Het Chimikstadion is een multifunctioneel stadion in Kemerovo, een stad in Rusland. 
Het stadion wordt vooral gebruikt voor voetbal en Bandywedstrijden, de Bandyclub Kuzbass Kemerovo Bandy Club maakt gebruik van dit stadion. In het stadion is plaats voor 32.000 toeschouwers. Het stadion werd geopend in 1978.